# 锈红杜鹃
锈红杜鹃（学名：Rhododendron bureavii），为杜鹃花科杜鹃花属下的一个种。

## 扩展阅读
維基物種上的相關：锈红杜鹃